# Gemeinde Sosopol

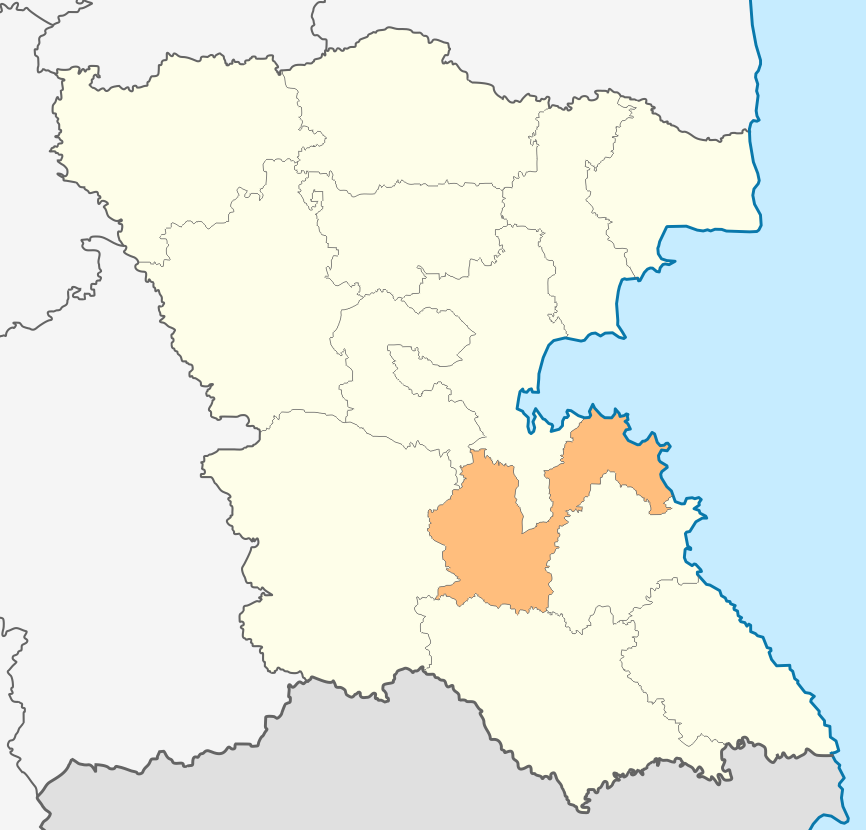
Die Grenzen und Lage der Gemeinde Sosopol in der Oblast Burgas (2010)

Die Gemeinde Sosopol (auch Sozopol geschrieben, bulgarisch Община Созопол/ Obschtina Sosopol) ist eine bulgarische Gemeinde im Südosten des Landes; sie gehört zur Oblast Burgas. Gemeindezentrum ist die Hafenstadt Sosopol, der bevölkerungsreichste Ort in der Gemeinde. Die Gemeinde hatte nach der im Frühjahr 2011 durchgeführte Volkszählung, die nach der Aufnahme Bulgariens in die Europäische Union nach EU-Vorgaben erfolgte, 12.610 Einwohner.

## Lage und Besonderheiten
Die Gemeinde grenzt im Norden an die Gemeinde Burgas, im Nordwesten an die Gemeinde Kameno, im Westen an die Gemeinde Sredez und im Süden an die Gemeinden Malko Tarnowo und Primorsko und nahm 2008 eine Fläche von 526.958
Dekar ein.
Die Gemeinde erstreckt sich in einer Ost-West-Richtung vom Schwarzen Meer bis tief im Strandscha-Gebirge. Die wichtigsten Verkehrsanbindungen der Gemeinde die Nationalstraße 2. Ordnung I/9, die Teil der Europastraße 87 ist und Burgas mit Malko Tarnowo an der bulgarisch-türkischen Grenze verbindet sowie die Nationalstraße 2. Ordnung II/99 entlang der Küste verlaufen jedoch in einer Nord-Süd-Richtung.
Im Osten grenzt die Gemeinde an das Schwarze Meer, am Golf von Burgas. Insgesamt 51 km der Schwarzmeerküste zwischen dem Kap Atija und dem Maslen nos liegen in der Gemeinde, davon 17,1 Strände. In der Bucht von Sosopol mit ihrer Fruchtbaren Küstenebene liegen die Städte Sosopol und Tschernomorez sowie die Gemeindedörfer Rawadinowo und Atija. Die Ebene grenzt im Westen an der Hügelkette Meden rid, einem Teil des Strandscha-Gebirges. Die Hügelkette, deren höchsten Erhöhung der Bakarlak-Gipfel (362 m) ist, entzweit die Gemeinde in Nordsüdlicher Richtung: so dass keine direkte Straßenverbindung zwischen dem Gemeindezentrum mit den westlich der Hügelkette liegenden Ortschaften gibt. Die Meden rid wird im Westen durch das Tal des Rossen-Flusses (Zufluss des Ropotamo) und durch das Bergland Bosna, das ebenfalls Teil des Gebirges ist begrenzt.
So befindet sich zwar das Gemeindedorf Rossen am Westhang des Meden rids in einer Luftlinie von 10 km von Sosopol, die Straßenverbindung führt jedoch zunächst nach Norden via Tschernomorez und Atija und ist 22 km lang. Das Gemeindedorf Indsche Wojwoda liegt gar ca. 50 km südwestlich von Sosopol tief im Schrandscha-Gebirge und ist entweder über Burgas, oder über Primorsko erreichbar. Das Gemeindedorf Prissad befindet sich rund 20 km von Burgas und Sredez entfernt, jedoch über 40 km vom Sosopol. Für die Bewohner der Gebirgsorte ist es viel leichter die Provinzstadt Burgas oder andere Gemeindezentren wie Sredez oder Primorsko zu erreichen, wo sie eine entsprechende Infrastruktur wie schulische Weiterbildung oder ärztliche Versorgung vorfinden (siehe hierzu z. B. Bildung in Sosopol). Die geografische Teilung der Gemeinde hindert auch den Zugang der Gebirgsorte durch den Touristen aus den Küstenorte.
Die geografische Teilung spiegelt sich auch in der Wirtschafts- und Bevölkerungsstruktur sowie der Infrastruktur nieder. Während in den Küstenorten der Tourismus der wichtige Wirtschaftszweig ist, ist es in den Gebirgsorten die Land- und Forstwirtschaft, wobei in der gesamten Gemeinde keine große Landwirtschaftsbetriebe vorzufinden sind. Während in den Küstenahnenorte in den Sommermonaten niedrige Arbeitslosigkeit und Arbeitsmöglichkeiten auch für die junge Bevölkerung vorzufinden ist, leiden die Gebirgsorte an der Landflucht, die höhere Arbeitslosigkeit und an das Altern der Gesellschaft.
Dazu entstanden viele der Gebirgsorte nach der Landflucht der bulgarischen Bevölkerung im Zuge des Russisch-Türkischen Krieges (1828–1829) erst mit ihrer Neubesiedlung durch bulgarische Flüchtlinge aus Ost- und Westthrakien (→ Thrakische Bulgaren) ab Mitte des 19. Jahrhunderts. Vielerorts sind noch heute einige der schnell errichteten, einfachen Unterkünfte (die so genannten Scharon-Häuser) erhalten. Nach der kommunistischen Machtergreifung und der eingeleiteten Kollektivierung zog ein Teil der Bevölkerung in die nahegelegene Großstadt Burgas.

## Demografie
Die Arbeitslosigkeit in der Gemeinde Sosopol nimmt niedriger Niveaus als der Durchschnitt des Landes, schwankt jedoch wegen der saisonelle Beschäftigung in der Tourismus-Branche zwischen 4 und 10 Prozent. So lag sie im Juli 2006 mit 234 Arbeitslosen bei 4,42 %, im Oktober 2011 bei 10,4 % und im Juni 2012 bei 9 %.
Eine Anfang 2011 durchgeführte Volkszählung, die nach der Aufnahme Bulgariens in die Europäische Union nach EU-Vorgaben erfolgte, gab erstmals die Möglichkeit, Fragen nach ethnischer und religiöser Zugehörigkeit sowie nach der Muttersprache nicht zu beantworten. Jedoch beantworteten nur 11.202 von 12.610 Bürgern der Gemeinde die Frage nach der ethnischen Zugehörigkeit, von ihnen bezeichneten sich 8889 als Bulgaren, 523 als Türken, 1678 als Roma und 88 gaben eine weitere und 24 keine ethnische Zugehörigkeit an. 1930 (974 Männer und 956 Frauen) Gemeindeeinwohner waren unter 15 Jahren; 7512 (4026 Männer und 3486 Frauen) in einem Arbeitsfähigen Alten sowie 3168 (1262 Männer und 1906 Frauen) Rentner (ab 60 Jahre bei Frauen und ab 63 Jahre bei Männern).
Die Bevölkerungsentwicklung der Gemeinde Sosopol kann in drei Hauptperioden zusammengefasst werden: Anstieg der Bevölkerung bis Mitte des 19. Jahrhunderts, Rückgang in der Zeit zwischen 1956 und 2002 und Stabilisierung mit leichter Anstieg seit 2002. So beispielsweise wächst nach 10 Jahren rückläufiger Entwicklung die Bevölkerung von Sosopol nach 2002 erneut. Die Gemeinde verfügt über ein positives Migrationssaldo. So ließen sich 2011 346 Menschen (193 Männer und 153 Frauen) in der Gemeinde nieder und 223 (121 Männer und 102 Frauen) zogen weg.
Das Verhältnis von Frau und Mann ist ausgeglichen. Ende 2011 hatte die Gemeinde Sosopol 12.657 Einwohner, davon waren 6278 Männer und 6379 Frauen. In den Städten der Gemeinde lebten 6347 (3141 Männer und 3206 Frauen) und in den Gemeindedörfern 6310 Einwohner (3137 Männer und 3173 Frauen). Auf 213 Verstorbene, kamen 2011 128 Neugeborene. Die Geburtenrate betrug somit 10,01.

## Politik und Verwaltung

### Gemeindeverwaltung
| Partei                                                      | Wahlergebnis | +/- *    | Wählerstimmen | Sitze | +/- * |
| ----------------------------------------------------------- | ------------ | -------- | ------------- | ----- | ----- |
| GERB                                                        | 46,20 %      | +38,19 % | 3.582         | 11    | + 9   |
| Bulgarische Sozialistische Partei                           | 14,37 %      | +02,08 % | 1.114         | 03    | + 1   |
| Bulgarische Volksunion der Bauern „Aleksandar Stambolijski“ | 12,56 %      | −05,32 % | 0974          | 02    | - 1   |
| (* Veränderung zur Kommunalwahl 2007)                       |              |          |               |       |       |

Der Stadtrat von Sosopol fungiert gleichzeitig als Gemeinderat und ist für die Kontrolle aller Bürgermeister der Gemeindeortschaften zuständig. Der Stadtrat besteht aus dem Oberbürgermeister und der von der Gemeindeordnung vorgeschriebenen Anzahl von 20 Stadtratsmitgliedern. Alle vier Jahre wird der Stadtrat neu gewählt, die nächste Wahl ist 2015. Die Sitzverteilung des Stadtrats stellt sich seit den letzten Kommunalwahlen am 23. Oktober 2011, mit einer Wahlbeteiligung von 71,16 %, wie in der Tabelle zu sehen, dar.

### Gemeindegliederung
Bis 2011 gehörte das Dorf Iswor ebenfalls zur Gemeinde Sosopol, trennte sich jedoch nach einem Referendum und schloss der Gemeinde des näheren und größeren Burgas an.
Zur Gemeinde Sosopol gehören außerdem neben Sosopol noch die Stadt Tschernomorez und folgende Dörfer:
| Ort               | Bulgarischer Name | Einwohner (15. Juni 2012) | Einwohner (15. Juni 2020) |
| ----------------- | ----------------- | ------------------------- | ------------------------- |
| Atija             | Атия              | 1.001                     | 840                       |
| Gabar             | Габър             | 354                       | 290                       |
| Indsche Wojwoda   | Индже Войвода     | 278                       | 126                       |
| Kruschewez        | Крушевец          | 906                       | 757                       |
| Prissad           | Присад            | 235                       | 59                        |
| Rawadinowo        | Равадиново        | 835                       | 694                       |
| Rawna Gora        | Равна гора        | 885                       | 1.091                     |
| Rossen            | Росен             | 1.539                     | 1.426                     |
| Sidarowo          | Зидарово          | 1.287                     | 1.108                     |
| Sosopol           | Созопол           | 5.193                     | 4.837                     |
| Tschernomorez     | Черноморец        | 2.217                     | 2.177                     |
| Warschilo         | Вършило           | 149                       | 165                       |
| Gesamtbevölkerung | Gesamtbevölkerung | 14.879                    | 13.435                    |